# Max Woelky
Max Woelky (* 8. April 1985 in Berlin) ist ein deutscher Schauspieler.

## Leben
Von 2005 bis 2007 absolvierte Max Woelky eine private Ausbildung bei Kristiane Kupfer in Berlin. 2008 bis 2009 folgte ein Performance Training bei Hendrik Martz und Jim Walker in Berlin und Hamburg. Sowie ab 2010 eine weitere Ausbildung in Stimme und Sprache bei Marianne Bernhardt in Hamburg.
Bekanntheit erreichte er mit der Serie Hinter Gittern – Der Frauenknast. Weitere Rollen spielte er u. a. in Krimi.de, in Hallo Robbie!, in 112 – Sie retten dein Leben, im Tatort Kassensturz, in Die Wölfe, in Notruf Hafenkante und im Episodenfilm Empathie.
Seit April 2010 war Max Woelky in der ZDF-Serie Da kommt Kalle neu im Polizei-Team als POM Lukas Hoffmann. 2013 war er in dem Kinofilm Wechselspiel, sowie in drei Folgen der Fernsehserie Weissensee zu sehen.
Von 2015 bis 2017 studierte Max Woelky Theaterregie an der Hochschule für Musik und Darstellende Kunst Frankfurt am Main. Im Anschluss daran setzte er seine Ausbildung von 2017 bis 2019 an der Zürcher Hochschule der Künste fort.
Woelky ist mit der Schauspielerin Sinja Dieks liiert, mit der er auch ein Kind hat.

## Filmografie (Auswahl)
- 2004: Gestern ist heute schon morgen
- 2005: Nur das Beste
- 2005: Verrückt in die Vergangenheit
- 2005: Krimi.de
  - Brenzlig
  - Nur das Beste
- 2006: Abschnitt 40 – Mädchen und Jungs
- 2006: Hallo Robbie! – Pferdediebe
- 2006: Die Spezialeinheit
- 2006: Die Verabredung
- 2006: Schmetterlinge im Bauch
- 2006: Mein Vater der General
- 2006–2007: Hinter Gittern – Der Frauenknast (16 Episoden)
- 2007: Allein unter Töchtern
- 2007: GSG 9 – Ihr Einsatz ist ihr Leben – Abgewiesen
- 2007: Jakobs Bruder (Kino)
- 2007: Da kommt Kalle – Pferdediebe
- 2007: Cutting Garlic
- 2008: Hallo Robbie! – Robbie und das Krokodil
- 2008: 112 – Sie retten dein Leben
  - Episode 1,9
  - Episode 1,64
- 2009: Notruf Hafenkante – Latin Lover
- 2009: Allein unter Schülern
- 2009: Tatort: Kassensturz
- 2009: Die Wölfe – Hoffnung und Glück
- 2010–2011: Da kommt Kalle (12 Episoden)
- 2010: Jud Süß – Film ohne Gewissen
- 2010: Unser Charly – Gewissensbisse
- 2010: Empathie
- 2010: SOKO Leipzig – Fragen der Ehre
- 2011: Anna
- 2011: Wer rettet Dina Foxx?
- 2011: In aller Freundschaft – Folgeschäden
- 2012: Der Bergdoktor
  - Bis zum Schluss
  - Ausgereizt
- 2012: Five Ways to Kill a Man (Kurzfilm)
- 2012: Gefallen (Kurzfilm)
- 2012: Danni Lowinski – Geld her, oder ...
- 2012: Klinik am Alex – Kopfsache
- 2012: Notruf Hafenkante – Der Prozess
- 2013: Wechselspiel (Kino)
- 2013: Der Staatsanwalt – Kalter Tod
- 2013: Lichtgestalten (Kino)
- 2013: Diebe (Kurzfilm / Arte)
- 2013: Letzte Spur Berlin – Lebensbund
- 2013: Weissensee
  - Der verlorene Sohn
  - Die Rückkehr
  - Julia
- 2013: Discobanane – Ein Jahr nach Luise
- 2013: Akte Ex – Treu bis ins Grab
- 2013: Akte Ex – Waschen – Schleudern – Morden
- 2014: Akte Ex – Drei sind einer zuviel
- 2014: SOKO Kitzbühel – Stille Wasser
- 2014: Brunch (Kurzfilm)
- 2016: Ein starkes Team – Tödliche Botschaft
- 2016: SOKO München – Fuxjagd
- 2016: Notruf Hafenkante – Freiheit
- 2016: SOKO Stuttgart – Sein letzter Pfiff
- 2016: Dead Man Working
- 2017: Honigfrauen
- 2017: SOKO Köln – Stolz und Vorurteil
- 2018: In aller Freundschaft – Die jungen Ärzte – Umlaufbahnen
- 2018: Inga Lindström – Die andere Tochter
- 2018: Lena Lorenz – Eindeutig uneindeutig
- 2018: Bettys Diagnose – Beziehungsweise
- 2018: Das Traumschiff – Hawaii
- 2018: Frankfurt, Dezember 17
- 2019: SOKO Potsdam – Nervenkitzel
- 2019: Alarm für Cobra 11 – Die Autobahnpolizei – Der Sani
- 2019: SOKO Leipzig – Die Königin vom Schwanenteich
- 2019: Rosamunde Pilcher – Der magische Bus
- 2020: Die verlorene Tochter (Fernsehserie)
- 2020: In aller Freundschaft – Auf leisen Sohlen
- 2020: Die Bergretter – Leuchtfeuer
- 2021: Morden im Norden – Schuld und Sühne
- 2021: Die Drei von der Müllabfuhr – Operation Miethai
- 2021: Reiterhof Wildenstein
  - Jacomo und der Wolf
  - Sprung ins Leben
- 2021: Blutige Anfänger – Winzerblut
- 2021: Friedmanns Vier (Fernsehserie, 7 Folgen)[7]
- 2022: Inga Lindström – Schmetterlinge im Bauch
- 2023: Der Alte – Der große Bruder
- 2023: Tatort: Das geheime Leben unserer Kinder
- 2023: Mit Herz und Holly: Diagnose Neustart
- 2023: Mit Herz und Holly: Muttergefühle
- 2024: Ostsee für Sturköppe
- 2024: Der Bergdoktor
  - Abgründe
- 2024: Mit Herz und Holly: Lichtblicke
- 2024: Mit Herz und Holly: Kleine Wunder